# Ampulex ruficollis
Ampulex ruficollis är en  stekelart som beskrevs av Cameron 1888. Ampulex ruficollis ingår i släktet Ampulex och familjen Ampulicidae. Inga underarter finns listade i Catalogue of Life.